# Mac McDonald
Mac McDonald (* 18. Juni 1949 in Long Island, New York) ist ein US-amerikanischer Schauspieler. Sein größter bisheriger Erfolg war in der BBC-Serie Red Dwarf als Kapitän Hollister. Sein Schaffen seit 1975 umfasst mehr als 80 Film und Fernsehproduktionen.

## Filmografie (Auswahl)
- 1996: Gullivers Reisen (Gulliver's Travels)
- 1997: Das fünfte Element (The Fifth Element)
- 1988–1999: Red Dwarf (Fernsehserie, 10 Folgen)
- 1991: Die Verschwörer (Dark Justice; Fernsehserie, 1 Folge)
- 2001: My Family (Fernsehserie, 1 Folge)
- 2003: Spooks – Im Visier des MI5 (Spooks; Fernsehserie, 1 Folge)
- 2004: Black Books (Fernsehserie, 1 Folge)
- 2005: Ein Haus in Irland (Tara Road)
- 2006: Flyboys – Helden der Lüfte (Flyboys)
- 2006: Little Britain (Fernsehserie, 2 Folgen)
- 2008: Transsiberian
- 2009: The Descent 2 – Die Jagd geht weiter (The Descent Part 2)
- 2018: Shakespeare & Hathaway – Private Investigators (Fernsehserie, 1 Folge)